# Fragosia verrucosa
Fragosia verrucosa är en svampart som beskrevs av Caball. 1928. Fragosia verrucosa ingår i släktet Fragosia, ordningen Saccharomycetales, klassen Saccharomycetes, divisionen sporsäcksvampar och riket svampar.   Inga underarter finns listade i Catalogue of Life.